# Bracon
Bracon ist eine Gemeinde im französischen Département Jura in der Region Bourgogne-Franche-Comté.

## Geographie
Bracon liegt auf 351 m, südlich an Salins-les-Bains anschließend, etwa 21 km nördlich der Stadt Champagnole (Luftlinie). Das Dorf erstreckt sich im Jura, im Erosionstal der Furieuse an der Mündung des Ruisseau de Gouaille, am Südfuß des Fort Belin.
Die Fläche des 6,29 km² großen Gemeindegebiets umfasst einen Abschnitt des französischen Juras. Der Hauptteil des Gebietes liegt im Tal der Furieuse, wobei der Flusslauf oftmals die östliche Grenze bildet. Das Gemeindeareal erstreckt sich nach Westen über den Talhang auf einen breiten Sattel, der zum Einzugsgebiet des Baches Vache überleitet, und reicht auch auf die Höhe des Fort Saint-André. Die westliche Abgrenzung markiert der Übergang zur Hochfläche des ersten Juraplateaus mit dem Bois de Chaumois, dem Croix d’Ivory und der Hochfläche von Ivory. Auf einer Kuppe östlich des Dorfes Ivory wird mit 626 m die höchste Erhebung von Bracon erreicht.
Zu Bracon gehören der Weiler Arloz (505 m) am westlichen Talhang der Furieuse sowie einige Einzelhöfe. Nachbargemeinden von Bracon sind Salins-les-Bains im Norden und Osten, Chaux-Champagny und Ivory im Süden sowie Pretin im Westen.

## Geschichte
Verschiedene Funde weisen darauf hin, dass das Gemeindegebiet von Bracon schon in vorgeschichtlicher Zeit besiedelt war. Bereits im 6. Jahrhundert wird die Burg von Bracon urkundlich erwähnt, die im 8. Jahrhundert von den Sarazenen zerstört und später von Albéric von Narbonne wiederaufgebaut wurde. Im Lauf der Zeit entwickelte sich im Tal die Siedlung Bracon. Ein im 14. Jahrhundert gegründetes Hospital wurde 1825 durch einen Brand zerstört. Im 15. Jahrhundert hielt sich Karl der Kühne in der Burg auf. Durch die Kriege im 16. und 17. Jahrhundert wurde das Schloss Bracon schwer in Mitleidenschaft gezogen. Vauban ließ es schließlich ganz abreißen und gründete das Fort Lunette de Bracon, das im Zuge der Französischen Revolution erneut zerstört wurde. Seit 1798 scheiterten insgesamt acht Versuche, das Dorf nach Salins-les-Bains einzugemeinden, am Widerstand der Bewohner von Bracon.

## Sehenswürdigkeiten
Ruinen des Fort de Bracon (17. Jahrhundert) sind erhalten.

## Bevölkerung
| Jahr                       | 1962 | 1968 | 1975 | 1982 | 1990 | 1999 | 2007 | 2017 |
| -------------------------- | ---- | ---- | ---- | ---- | ---- | ---- | ---- | ---- |
| Einwohner                  | 307  | 266  | 273  | 330  | 355  | 332  | 290  | 273  |
| Quellen: Cassini und INSEE |      |      |      |      |      |      |      |      |

Mit 355 Einwohnern (Stand 1. Januar 2022) gehört Bracon zu den kleinen Gemeinden des Départements Jura. Nachdem die Einwohnerzahl in der ersten Hälfte des 20. Jahrhunderts abgenommen hatte (1886 wurden noch 394 Personen gezählt), wurde besonders während der 1970er und 1980er Jahre wieder ein Bevölkerungswachstum verzeichnet. Das Siedlungsgebiet von Bracon ist heute lückenlos mit demjenigen von Salins-les-Bains zusammengewachsen.

## Wirtschaft und Infrastruktur
Bracon war bis weit ins 20. Jahrhundert hinein ein vorwiegend durch die Landwirtschaft geprägtes Dorf. Daneben gibt es heute einige Betriebe des lokalen Kleingewerbes und des Einzelhandels. Mittlerweile hat sich das Dorf auch zu einer Wohngemeinde gewandelt. Viele Erwerbstätige sind Wegpendler, die in den größeren Ortschaften der Umgebung, vor allem in Salins-les-Bains ihrer Arbeit nachgehen.
Die Ortschaft ist verkehrstechnisch recht gut erschlossen. Sie liegt an der Hauptstraße D472, die von Dole via Salins-les-Bains nach Pontarlier führt. Weitere Straßenverbindungen bestehen mit Champagnole und Pretin.

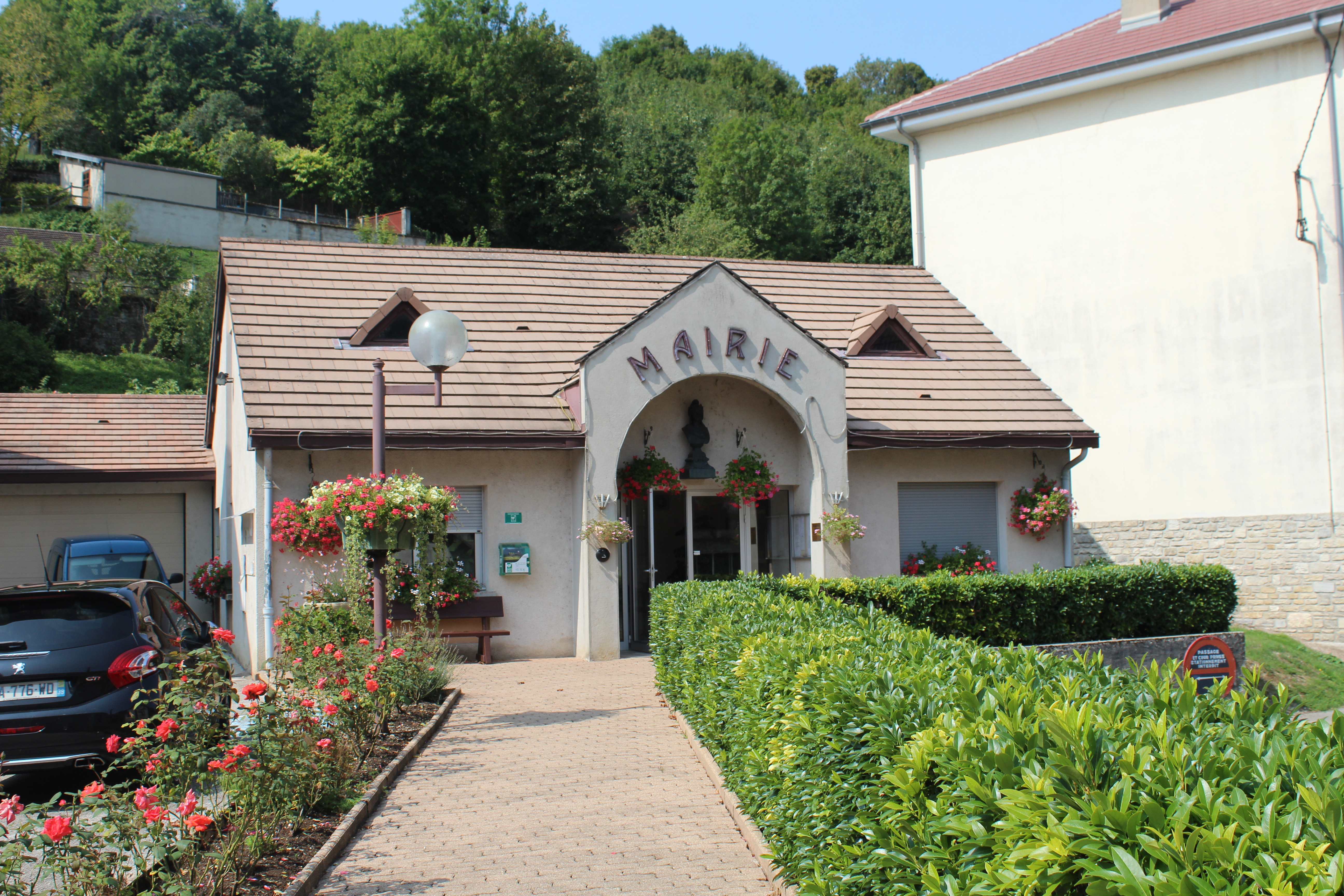
Mairie Bracon